# Западный Дели
Западный Дели (англ. West Delhi) — округ на западе Дели (Национальной столичной территории Дели). Округ преимущественно жилой, также здесь находится большое число торговых центров, несколько известных университетов и больниц. С центром округ соединяет одна из линий Делийского метро, пригородные поезда и автобусы.